# Вавра, Отакар
Отака́р Ва́вра (чеш. Otakar Vávra; 28 февраля 1911, Градец-Кралове — 15 сентября 2011, Прага) — чешский кинорежиссёр
, сценарист, монтажёр, драматург и педагог. Народный артист Чехословакии (1968).

## Биография
Родился в семье чиновника страховой компании. Вавра учился в университетах Брно и Праги, где изучал архитектуру. В 1929–1930 годах, еще будучи студентом, он участвовал в создании нескольких документальных фильмов и писал сценарии фильмов. В 1931 году он снял экспериментальный фильм «Светло проникает». Старший брат писателя Ярослава Вавры.
По образованию — архитектор. Уже в 1929—1930 годах участвует в съёмках документального кино. Более 50 лет своей жизни посвятил чешскому кинематографу. Первоначально писал сценарии; в 1936 году ставит, совместно с режиссёром Гуго Гаасом, свой первый полнометражный звуковой фильм Верблюд — через игольное ушко (Velbloud uchem jehly). В 1937 году ему следует уже первый фильм под собственной, единоличной режиссурой О. Вавры Философская история (Filosofská historie). Однако лучшими фильмами, созданными режиссёром, были его костюмированные картины исторической тематики. Кроме них, О. Вавра также охотно ставил лирические кинофильмы, передающие глубокие чувства любви и страсти. Вавра всегда старался подобрать для своих постановок известных актёров, наиболее подходящих для подачи на экране образов великих деятелей прошлого.
О. Вавра также активно занимался преподавательской работой. С 1949 года он — доцент, а с 1963 — профессор факультета кинематографа и телевидения в Академии музыкальных искусств в Праге.
Фильмы О. Вавры — участники V и VIII Московских кинофестивалей («Романс для корнета» — Romance pro křídlovku и «Дни предательства» — Dny zrady, соответственно в 1967 и 1973 годах). Член жюри XI Московского кинофестиваля (в 1979 году).

## Награды
- Государственная премия за режиссуру (1949)
- Заслуженный художник (1955)
- Орден Труда (1961)
- Трилобит (1966)
- Народный артист Чехословакии (1968)
- две Государственных премий им. Клемента Готвальда (1968, 1977 — за фильм «Освобождение Праги»)
- Премия Антонина Запотоцкого (1973)
- Орден Республики (1981)
- Особый приз на XXIII фестивале чешских и словацких фильмов в Праге (1985)
- Премия Владислава Ванчуры (1985)
- Чешский лев (2001)
- Приз за особый вклад в мировую кинематографию 2001 Карловы Вары

## Фильмография

### Режиссёр
- 1935: Ноябрь (Listopad)
- 1936: Верблюд — через игольное ушко (Velbloud uchem jehly, совместно с Г. Гаасом)
- 1937: Философская история (Filosofská historie)
- 1937: Девственность (Panenství)
- 1938: На сто процентов (Na sto procent)
- 1938: Цех кутногорских дев (Cech panen kutnohorských)
- 1939: Девушка в голубом (Dívka v modrém)
- 1939: Юмореска (Humoreska)
- 1939: Волшебный дом (Kouzelný dům)
- 1940: Любовница в маске (Maskovaná milenka)
- 1940: Пациентка доктора Хегеля (Pacientka dr. Hegla)
- 1940: Афера с Рубенсом (Podvod s Rubensem)
- 1940: Майская сказка (Pohádka máje)
- 1941: Турбина (Turbína)
- 1942: Зачарованная (Okouzlená)
- 1942: Сейчас приду (Přijdu hned)
- 1943: Счастливого пути! (Šťastnou cestu)
- 1945: Розина-подкидыш (Rozina sebranec)
- 1946: Беспечный бакалавр (Nezbedný bakalář)
- 1947: Предчувствие (Předtucha)
- 1948: Кракатит (Krakatit)
- 1949: Немая баррикада (Němá barikáda)
- 1952: Наступление (Nástup)
- 1954: Ян Гус (Jan Hus)
- 1955: Ян Жижка (Jan Žižka)
- 1957: Против всех (Proti všem)
- 1958: Гражданин Брих (Občan Brych)
- 1959: Первая бригада (První parta)
- 1960: Полицейский час (Policejní hodina)
- 1961: Августовское воскресенье (Srpnová neděle)
- 1961: Ночной гость (Noční host)
- 1962: Горячее сердце (Horoucí srdce)
- 1965: Золотые ренеты (Zlatá reneta, главный приз Сан-Себастьянского кинофестиваля)
- 1966: Романс для корнета (Romance pro křídlovku)
- 1968: Тринадцатая комната (Třináctá komnata)
- 1970: Молот ведьм (Kladivo na čarodějnice)
- 1973: Дни предательства (Dny zrady I., II.)
- 1974: Соколово (Sokolovo)
- 1976: Освобождение Праги (Osvobození Prahy)
- 1977: История любви и чести (Příběh lásky a cti)
- 1980: Тёмное солнце (Temné slunce)
- 1983: Странствия Яна Амоса (Putování Jana Amose)
- 1984: Комедиант (Komediant)
- 1984: Олдржих и Божена (Oldřich a Božena)
- 1985: Вероника (Veronika)
- 1989: Европа танцевала вальс (Evropa tančila valčík)

### Сценарист
- 1933: Рассвет (Svítání)
- 1935: Одиннадцатый приказ (Jedenácté přikázání)
- 1935: Ноябрь (Listopad)
- 1935: Мариша (Maryša)
- 1936: Улочка в рай (Ulička v ráji)
- 1936: Уличные сиротки (Ulicnice)
- 1936: Улочка в рай (Das Gäßchen zum Paradies)
- 1936: Верблюд — через игольное ушко (Velbloud uchem jehly)
- 1936: Три музы на снегу (Tři muži ve sněhu)
- 1936: Переулки (Uličnice)
- 1937: Философская история (Filosofská historie)
- 1937: Обходчик №47 (Hlídač č. 47)
- 1937: Мораль прежде всего Mravnost nade vše
- 1937: Девственность (Panenství)
- 1938: Цех кутногорских дев (Cech panen kutnohorských)
- 1938: Её падчерицы (Její pastorkyně)
- 1939: Девушка в голубом (Dívka v modrém)
- 1939: Юмореска (Humoreska)
- 1939: Волшебный дом (Kouzelný dům)
- 1940: Любовница в маске (Maskovaná milenka)
- 1940: Пациентка доктора Хегеля (Pacientka dr. Hegla)
- 1941: Турбина (Turbína)
- 1942: Зачарованная (Okouzlená)
- 1942: Сейчас приду (Přijdu hned)
- 1943: Счастливого пути! (Šťastnou cestu)
- 1945: Розина-подкидыш (Rozina sebranec)
- 1946: Беспечный бакалавр (Nezbedný bakalář)
- 1947: Предчувствие (Předtucha) (и адаптация)
- 1948: Кракатит (Krakatit)
- 1948: Гостиница «У каменного стола» (Hostinec U kamenného stolu)
- 1949: Революционный год 1848 (Revoluční rok 1848)
- 1949: Без баррикады (Němá barikáda)
- 1952: Наступление (Nástup)
- 1954: Ботострой (Botostroj)
- 1954: Ян Гус (Jan Hus)
- 1955: Ян Жижка (Jan Žižka)
- 1957: Против всех (Proti všem)
- 1958: Гражданин Брих (Občan Brych)
- 1959: Первая бригада (První parta)
- 1960: Полицейский час (Policejní hodina)
- 1960: Неделя в июле (Srpnová neděle)
- 1961: Ночной гость (Noční host)
- 1962: Горячее сердце (Horoucí srdce)
- 1965: Золотые ренеты (Zlatá reneta)
- 1966: Романс для корнета (Romance pro křídlovku)
- 1968: Тринадцатая комната (Třináctá komnata)
- 1970: Молот ведьм (Kladivo na čarodějnice)
- 1973: Дни предательства (Dny zrady I., II.)
- 1974: Соколово (Sokolovo)
- 1976: Освобождение Праги (Osvobození Prahy)
- 1977: История любви и чести (Příběh lásky a cti)
- 1980: Тёмное солнце (Temné slunce)
- 1983: Странствия Яна Амоса (Putování Jana Amose)
- 1984: Комедиант (Komediant)
- 1984: Олдржих и Божена (Oldřich a Božena)
- 1985: Вероника (Veronika)
- 1989: Европа танцевала вальс (Evropa tančila valčík)

### Монтажёр
- 1935: Ноябрь (Listopad)

## Сочинения
- Podivný život režiséra. Obrazy vzpomínek. Прага: Prostor 1995
- Wie Pabst in Prag Paracelsus drehte. In: Wolfgang Jacobsen (Hg.): G. W. Pabst. Berlin: Argon 1997